# NGC 180
NGC 180 je galaksija u zviježđu Ribe.

## Vanjske poveznice
- SEDS: NGC 0180